# Иванович, Бранислав
Бранисла́в Ива́нович (серб. Бранислав «Бане» Ивановић; род. 22 февраля 1984 года, Сремска-Митровица, СФРЮ) — сербский футболист, выступавший на позиции защитника.
Начал свою карьеру в югославском клубе «Ремонт». В 2002 году он перешёл в «Срем», который базировался в родном городе Ивановича. В январе 2004 года перешёл в команду высшего дивизиона ОФК Белград. Два года спустя он переехал в Россию, чтобы играть за московский «Локомотив» в российской Премьер-лиге, где он провёл два сезона, выиграв свою первую награду — Кубок России 2007 года. В январе 2008 года был подписан клубом Премьер-лиги «Челси» за 9 миллионов фунтов стерлингов. В составе «Челси» он завоевал девять главных наград, включая три титула Премьер-лиги, три Кубка Англии, один Кубок лиги, Лигу чемпионов УЕФА и Лигу Европы УЕФА. В общей сложности он провёл 377 матчей и забил 34 гола, став одним из пяти иностранных игроков, сыгравших более 300 матчей за клуб, и уступив только Джону Терри по количеству голов, забитых защитником за «Челси». Кроме того, дважды был включён в команду года по версии ПФА. В феврале 2017 года он вернулся в Россию, перейдя в «Зенит» по свободному трансферу.
В июне 2005 года впервые сыграл за сборную Сербии и с тех пор стал самым титулованным игроком страны, получив более 100 матчей и забив 13 голов. Он представлял страну на первом международном турнире в качестве независимой страны — чемпионате мира 2010 года в Южной Африке, а в 2012 году был назначен капитаном национальной команды. Он был капитаном незадолго до чемпионата мира 2018 года, где он также представлял Сербию. На этом турнире он стал самым результативным игроком в истории сборной Сербии, сыграв 105 матчей.

## Ранние годы
Бранислав Иванович родился 22 февраля 1984 года в городе Сремска-Митровица в семье со спортивной историей, его отец Раде играл за местную команду «Срем» в качестве защитника. Родители сразу же разглядели в ребёнке талант и отдали его в местную секцию по футболу. Напряженная политическая ситуация в стране и боевые действия доставили семье Ивановичей много проблем, но это не отбило желание у мальчика стать профессиональным футболистом.

## Клубная карьера

### Начало карьеры
Бранислав начал играть в футбол в молодёжном составе югославского клуба «Ремонт» из города Чачак. До 15 лет выступал на позиции нападающего. Здесь же Иванович начал играть на профессиональном уровне в 2001 году. В составе клуба провёл всего один сезон и 14 официальных матчей второго дивизиона Сербии и Черногории.
В 2002 году Бранислав подписал соглашение с югославским клубом «Срем», в котором провёл всего один игровой сезон. В течение сезона спортсмен провёл 19 официальных встреч, в которых сумел отметиться двумя голами. Здесь же Бранислав заявил о себе как о талантливом молодом футболисте с величайшей перспективой.
В декабре 2003 года Бранислав Иванович присоединился к югославскому клубу ОФК, который играл в Первой лиге Сербии и Черногории. В 2004 году команда дошла до полуфинала Кубка Интертото, в котором уступила испанскому клубу «Атлетико Мадрид» со счётом 0:2. За три сезона в клубе Иванович принял участие в 55 матчах, в которых записал в свою статистику 5 голов. После двух сезонов в составе «романтиков» защитник стал объектом интересов многих европейских клубов.

### «Локомотив»

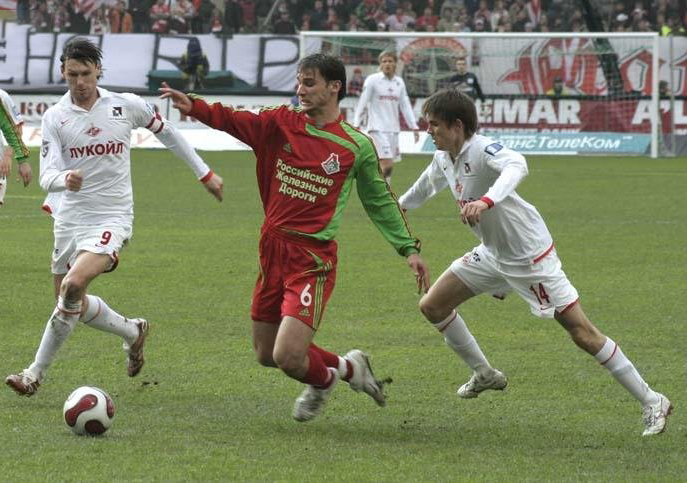
Иванович (в центре) в борьбе за мяч с Егором Титовым (слева) и Дмитрием Торбинским

В январе 2006 года Бранислав Иванович подписал соглашение с московским клубом «Локомотив». За молодого защитника российский клуб заплатил 1 миллион евро. Как вспоминает сам Бранислав, когда его агент позвонил и сообщил о предложении «Локомотива», то игрок согласился не раздумывая:
Я полюбил Москву ещё в школе и уже тогда понял, что когда-нибудь побываю в этом городе
Той зимой главным тренером «Локо» стал его соотечественник Славолюб Муслин. Свой первый сезон в составе «красно-зелёных» Иванович начал в основном составе. Бранислав сразу стал показывать отличный футбол и застолбил за собой правый фланг обороны команды. В том году Бранислав отыграл почти во всех матчах «Локомотива», завоевав с командой бронзу чемпионата России.
В 2007 году несмотря на приход в команду тренера Анатолия Бышовца, серб не потерял места в основе и продолжил прогрессировать. В том сезоне он стал одним из лучших в чемпионате России. Выиграв с командой Кубок России, летом Иванович отправился на молодёжное первенство Европы, где стал серебряным призёром. 18 августа 2007 года игрок продлил контракт с клубом до 2011 года. По окончании сезона вошёл в список 33-х лучших футболистов российского чемпионата, в котором занял первую строчку.

### «Челси»
15 января 2008 года команда английской Премьер-лиги «Челси» подтвердила, что клуб согласовал с «Локомотивом» условия перехода Ивановича, при условии согласования личных условий и прохождения медицинского обследования, обойдя конкурентов из «Милана», «Аякса», «Ювентуса» и «Интернационале». Хотя сумма трансфера не разглашалась, предполагалось, что она будет в пределах 9 миллионов фунтов стерлингов. Позже «Локомотив» объявил, что сумма трансфера составила 13 миллионов евро (9,7 миллиона фунтов стерлингов), и, согласно заявлению клуба, этот трансфер стал самым крупным в истории российского футбола. На следующий день серб подписал контракт с «Челси» на три с половиной года, где ему была вручена футболка с номером 2, которую до этого носил Глен Джонсон.

#### Сезон 2007/08
Несмотря на значительную цену, Иванович не появился в первой команде «Челси» в сезоне 2007/08 Премьер-лиги под руководством Аврама Гранта. Причиной этого клуб назвал отсутствие игровой формы в результате завершения сезона российской Премьер-лиги за несколько месяцев до его подписания. По сообщениям, Иванович, который не играл в футбол несколько недель, не смог произвести впечатление на тренировках, демонстрируя недостаток темпа и физической формы, что было особенно заметно в матчах с нападающими клуба, даже среди молодых перспективных игроков, таких как 16-летний Фрэнк Нубле. К концу сезона он дважды выходил на поле в составе резервной команды «Челси». Оглядываясь на первые шесть месяцев в «Челси», Иванович заявил, что это был самый трудный период в его карьере.

#### Сезон 2008/09
Перед началом сезона 2008/09 Ивановича связывали с уходом со «Стэмфорд Бридж», в частности, в клубы Серии А «Милан» и «Ювентус». Позже он признался, что был очень близок к уходу из клуба, назвав совет и поддержку со стороны партнера по команде Андрея Шевченко одной из причин остаться.

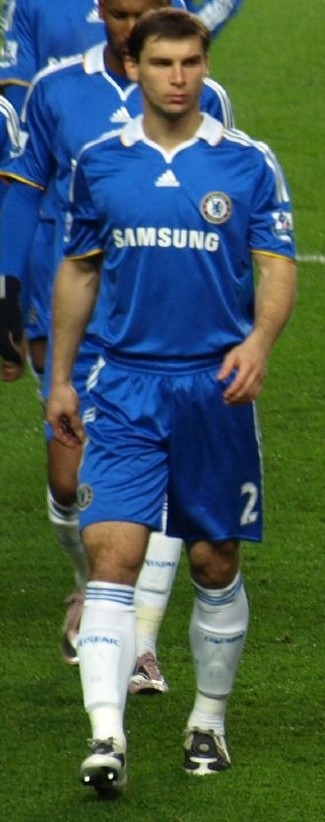
Бранислав Иванович в матче против «Арсенала», 30 ноября 2008 года

24 сентября через восемь месяцев после того, как он стал игроком «Челси», Иванович впервые появился в первой команде «синих», выйдя в старте на позиции правого защитника против «Портсмута» в Кубке лиги и получив после этого одобрение за свою индивидуальную опеку и игру в воздухе от недавно назначенного главного тренера Луиса Фелипе Сколари. Вскоре серб дебютировал в Премьер-лиге, 5 октября выйдя в старте против «Астон Виллы» и отыграв все 90 минут на «Стэмфорд Бридж», матч, который «Челси» выиграл 2:0. Однако Иванович всё ещё был далёк от того, чтобы закрепиться в основе; он пропустил следующие пять матчей чемпионата, выйдя на замену только на 85-й минуте в матче с «Халл Сити», когда счёт уже был 3:0, и Сколари выпустил его вместо Жозе Бозингвы. Именно стартовое выступление Ивановича 12 ноября на позиции правого защитника в матче Кубка лиги против команды второго эшелона чемпионата «Бернли» убедило бразильского тренера дать сербу ещё один шанс. На этот раз Иванович получил шанс сыграть на позиции центрального защитника вместо Алекса, начав четыре матча подряд, включая три поединка чемпионата, а также дебют в Лиге чемпионов в гостях у «Бордо». Однако выступление 30 ноября в домашнем матче против «Арсенала» снова понизило понизило позиции Ивановича в глазах Сколари; после того, как «синие» вели в счёте в перерыве, они проиграли со счётом 1:2 благодаря дублю Робина ван Перси во втором тайме. Серб снова вернулся на скамейку запасных, выйдя на поле лишь пару раз в конце декабря и начале января. В первой части сезона 2008/09 под руководством Сколари он провёл в общей сложности девять матчей.
Ближе к концу зимнего трансферного окна Иванович стал целью другого клуба Серии А — на этот раз это была «Фиорентина». 27 января его агент Владо Борозан подтвердил ведущиеся переговоры со спортивным директором клуба Панталео Корвино, однако 1 февраля итальянский агент игрока Эрнесто Бронцети заявил, что «Челси» не хочет продавать сербского защитника и что он, скорее всего, останется в Лондоне, что в итоге и произошло.
«Челси» был в плохой форме, кульминацией которой стало поражение в гостях у «Ливерпуля» (0:2), а затем безголевая домашняя ничья с «Халл Сити», что привело 9 февраля к отставке Луиса Фелипе Сколари. Новый главный тренер Гус Хиддинк продолжал исключать Ивановича, который к этому времени полностью выпал из состава первой команды. Его первый выход в старте при Хиддинке наконец-то состоялся 4 апреля в гостях у «Ньюкасл Юнайтед», почти через два месяца после прихода голландца на «Стэмфорд Бридж». Это было первое появление игрока в чемпионате за более чем три месяца в составе клуба, и произошло это всего через несколько дней после того, как он забил победный гол за сборную Сербии в отборочном матче чемпионата мира 2010 года в гостях у сборной Румынии. Несмотря на то, что в предыдущие месяцы он играл очень мало (его выступления ограничивались выступлениями за сборную и кубковыми матчами), Иванович ответил уверенной игрой в обороне.
Он забил свой первый гол за «Челси» против «Ливерпуля» в первом матче четвертьфинала Лиги чемпионов на «Энфилде». Позже в поединке он забил второй гол, который, как и первый, был забит головой с углового. Эти два гола оказались решающими, так как «Челси» покинул «Энфилд», ведя 1:3 по сумме двух матчей, и в дальнейшем выиграл матч с разницей в два мяча с общим счётом 7:5. Два гола Ивановича также обеспечили ему постоянное место в стартовом составе команды Гуса Хиддинка, а также сделали его мгновенным любимчиком среди болельщиков «Челси» с прозвищем Бранислав «два гола» Ивановича, объявляемым перед играми. Тем не менее, к концу сезона Хиддинк вернул серба на скамейку запасных после первого матча полуфинала Лиги чемпионов с «Барселоной», что означало, что он не играл во втором матче, а также пропустил финал Кубка Англии.

#### Сезон 2009/10

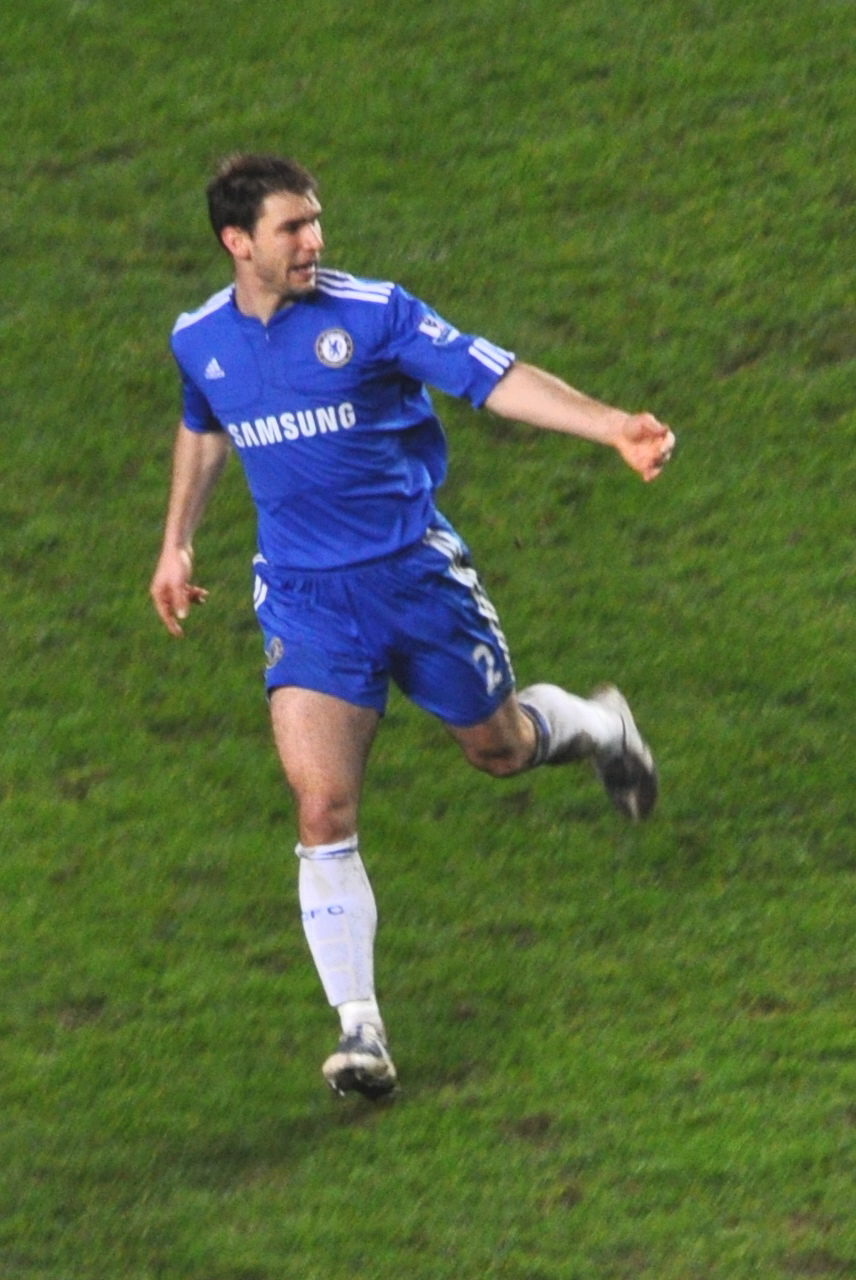
Бранислав Иванович в составе «Челси», 2010 год

Начав сезон под руководством ещё одного нового тренера Карло Анчелотти, четвёртого для Ивановича за первые 18 месяцев его пребывания на «Стэмфорд Бридж», серб впервые вышел в стартовом составе в матче против чемпионов Премьер-лиги «Манчестер Юнайтед». Он был заменён в перерыве на Жозе Бозингву, когда «Юнайтед» вёл со счётом 0:1, а «Челси» сумел отыграться со счёта 2:1, затем пропустил в компенсированное время и в итоге выиграл 4:1 по пенальти.
В середине августа Иванович впервые в сезоне вышел в Премьер-лиге против «Сандерленда», который «Челси» выиграл 3:1 благодаря голам Михаэля Баллака, Фрэнка Лэмпарда и Деку. В сентябре серб впервые в сезоне вышел в Лиге чемпионов против «Порту» в отсутствие основного правого защитника «Челси» Жозе Бозингвы. 31 октября Иванович забил первый гол в своей карьере в Премьер-лиге против «Болтон Уондерерс» ударом из пределов штрафной площади. Его гол стал третьим для «пенсионеров» в победе со счётом 4:0 на стадионе «Рибок». После того, как его главный конкурент за место в обороне, Бозингва, выбыл из строя с травмой колена, до конца сезона, в октябре, Иванович стал автоматическим выбором в обороне «Челси».
Хотя Иванович гораздо лучше освоился в первой команде «Челси», чем в предыдущих сезонах, он продолжал фигурировать в качестве трансферной цели для различных европейских команд, что подчеркивает его недавнюю форму. 22 декабря за неделю до открытия зимнего трансферного окна 2009/10, он был помещён на обложку Marca, влиятельного испанского спортивного таблоида, поддерживающего тесные связи с мадридским «Реалом». В сопроводительной статье утверждалось, что «Реал» хочет приобрести серба в качестве замены травмированному центральному защитнику Пепе.
По мере продолжения сезона Иванович становился постоянным игроком первой команды «Челси». В первом матче второго раунда Лиги чемпионов против «Интернационале» Жозе Моуринью, ставшего в итоге победителем турнира, Иванович пробежал большую часть поля, прежде чем отдать пас Саломону Калу, который сравнял счет. В сезоне 2009/10 он был включён в команду года по версии ПФА на позиции правого защитника.

#### Сезон 2010/11
Иванович начал сезон на позиции правого защитника, но в итоге перешёл на позицию центрального защитника из-за травм своих партнёров по команде Алекса и Джона Терри и возвращения в строй правого защитника Жозе Бозингвы. Свой первый гол в сезоне он забил 30 октября 2010 года в выездном матче против «Блэкберн Роверс» в Премьер-лиге, поздний удар головой обеспечил «Челси» победу со счётом 2:1. 4 ноября 2010 года он забил дубль в победе в Лиге чемпионов против московского «Спартака» (4:1), забив мощным ударом головой и точным ударом. Его второй гол в Премьер-лиге, или четвёртый во всех турнирах, был забит головой во время проигрыша «Арсеналу» со счётом 1:3.

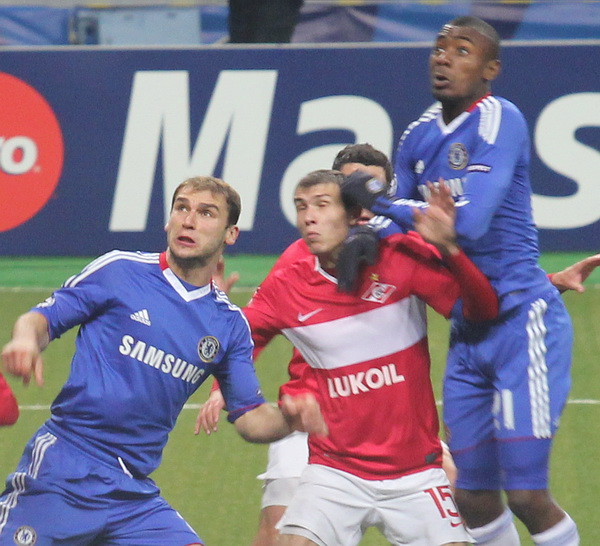
Иванович с Саломоном Калу в матче против московского «Спартака» в 2010 году

В начале 2011 года Иванович забил свой первый гол в году 15 января 2011 года в домашнем матче Премьер-лиги против «Блэкберн Роверс» (2:0) на «Стэмфорд Бридж» ударом с близкого расстояния. 10 февраля 2011 года Иванович подписал новый контракт с «Челси» сроком на пять с половиной лет, в соответствии с которым он останется в клубе до лета 2016 года. После подписания нового долгосрочного контракта он сказал: «Это большой шаг вперёд для меня. Хочу приложить максимум усилий, чтобы помочь „Челси“ выиграть побольше трофеев». Он также добавил: «Переговоры о новом контракте потребовали немного времени, но я всегда хотел остаться в „Челси“. У нас не было проблем при обсуждении условий договора, потому что я хотел продолжить карьеру в этой команде, клуб хотел, чтобы я остался. Хочу поблагодарить всех, кто помог мне подписать контракт, я очень рад». Он закончил сезон, будучи одним из трёх номинантов на звание лучшего игрока года в составе «Челси», но в итоге уступил вратарю Петру Чеху.

#### Сезон 2011/12
Иванович забил гол головой на 42-й минуте победы «Челси» в групповом этапе Лиги чемпионов над бельгийским клубом «Генк» (5:0) на «Стэмфорд Бридж». Он ассистировал Фрэнку Лэмпарду с передачи внешней стороны ноги на 50-й минуте матча против «Блэкберн Роверс». «Челси» выиграл игру, так как это был единственный гол в матче.
14 марта 2012 года Иванович забил победный гол в 1/8 финала Лиги чемпионов, завершив разворот, который стал решающим в дополнительное время против «Наполи», который «Челси» выиграл 4:1 и 5:4 по совокупности на «Стэмфорд Бридж». 31 марта 2012 года это ознаменовало начало работы Роберто Ди Маттео в «Челси» важной победой. Затем он помог «синим» одолеть «Бенфику» в четвертьфинале и победить фаворитов «Барселону» в полуфинале, хотя во втором матче он получил вторую жёлтую и поэтому пропустил финал против «Баварии» из-за дисквалификации. Иванович сделал дубль в матче против «Астон Виллы», выигранном на выезде со счётом 4:2. В следующем матче против «Уиган Атлетик», выигранном со счётом 2:1, Иванович забил ещё раз, причём гол был забит из спорного офсайда. Он снова был одним из трёх игроков, номинированных на награду "Игрок года в «Челси» после лично успешного сезона, но уступил Хуану Мате.

#### Сезон 2012/13
Иванович сыграл во всех предсезонных играх «Челси» и был капитаном команды в матче против «Сиэтл Саундерс», приведя команду к победе 4:2. 12 августа серб начал матч Суперкубка Англии 2012 года против «Манчестер Сити» и был удалён за удар двумя ногами защитника «Сити» Александра Коларова. 19 августа он начал кампанию «Челси» в Премьер-лиге, забив ранний гол в ворота «Уигана» (2:0), что помогло «синим» выиграть в стартовом туре. 22 августа он снова забил с передачи Эдена Азара, когда «Челси» победил «Рединг» со счётом 4:2. Затем 6 октября 2012 года серб забил гол, когда «Челси» победил «Норвич Сити» со счётом 4:1. Он был удалён в матче Премьер-лиги против «Манчестер Юнайтед» после фола на Эшли Янге, который «Челси» проиграл со счётом 2:3. 19 декабря он забил свой первый гол в Кубке лиги в победе над «Лидс Юнайтед» (5:1). 23 декабря 2012 года Иванович забил свой пятый гол в сезоне в разгроме «Астон Виллы» со счётом 8:0. 5 января 2013 года Иванович вновь продемонстрировал своё недавнее голевое мастерство и открыл свой счёт забитым мячам за календарный год, добавив третий гол на свой счет в победном матче третьего раунда Кубка Англии против «Саутгемптона». Это был также первый гол серба в Кубке Англии. 7 апреля в дебютный матч Паоло Ди Канио в качестве главного тренера «Сандерленда» Иванович отвлек дальний удар Давида Луиса мимо вытянутых рук вратаря «чёрных котов» Симона Миньоле, обеспечив победу «Челси» со счётом 2:1.
15 мая 2013 года в финале Лиги Европы Иванович забил победный гол на третьей минуте второго тайма, обеспечив «Челси» победу над «Бенфикой» со счётом 2:1. Этот гол стал восьмым для серба во всех турнирах и первым в Лиге Европы, и обеспечил лондонскому клубу второй подряд титул чемпиона Европы и 11-й крупный трофей в эпоху Романа Абрамовича. Победа также означала, что в течение десяти дней «синие» будут одновременно владеть титулами Лиги чемпионов и Лиги Европы, вплоть до финала Лиги чемпионов 2013 года 25 мая. Благодаря героической игре Ивановича на обоих концах поля, сербский защитник был назван «игроком матча». После матча партнёр по команде Фрэнк Лэмпард похвалил Ивановича, назвав его «великим человеком», и добавил: «Достаточно посмотреть на него, чтобы понять, какой он зверь, он немного скрывается от посторонних глаз, потому что просто делает свою работу, но какой игрок… Он был абсолютным профессионалом, и это человек, которого вы хотите видеть на своей стороне».

##### Инцидент с укусом
21 апреля 2013 года Бранислав Иванович подвергся нападению со стороны нападающего «Ливерпуля» Луиса Суареса во время матча Премьер-лиги. Игра закончилась вничью 2:2 после того, как Суарес забил гол на 97-й минуте, чтобы спасти ничью. Повторы показали, что когда двое боролись за верховой мяч от Стивена Джеррарда, который был отклонён Райаном Бертрандом на угловой, Суарес впился зубами в правую руку Ивановича. Суарес был признан виновным в насильственном поведении и получил десятиматчевую дисквалификацию за нападение от Футбольной ассоциации, но Иванович не стал выдвигать официальных обвинений после матча. Сначала он не принял извинений от Суареса, но потом защитник сказал, что успокоился и принял их.

#### Сезон 2013/14
Иванович стал неотъемлемой частью планов недавно назначенного главного тренера «Челси» Жозе Моуринью, поскольку он начинал почти все матчи, пропустив всего одну игру чемпионата из-за травмы, полученной в победном матче с «Ливерпулем» (2:1) на «Стэмфорд Бридж». 18 августа 2013 года он впервые в сезоне появился на «Стэмфорд Бридж», помог своей команде «сохранить» ворота в матче с «Халл Сити» (2:0). Через три дня он забил свой первый гол в сезоне, отправив мяч в ворота в победном матче с «Астон Виллой» (2:1). 3 февраля 2014 года Иванович забил единственный гол в выездной победе «Челси» над принципиальными соперниками «Манчестер Сити», в результате чего команды сравнялись по очкам после 24 матчей чемпионата.

#### Сезон 2014/15
18 августа 2014 года Иванович сделал свой первый гол в сезоне 2014/15, забив третий гол «Челси» в победе над «Бернли» (3:1) на «Терф Мур». 30 августа он забил второй гол «Челси», спустя всего три минуты, в победе над «Эвертоном» (6:3) на «Гудисон Парк». 26 октября Иванович был удалён в добавленное время после фола на Анхеле Ди Марии на «Олд Траффорд» в матче Премьер-лиги против «Манчестер Юнайтед», который закончился вничью 1:1 непосредственно с последовавшего штрафного удара Ди Марии.

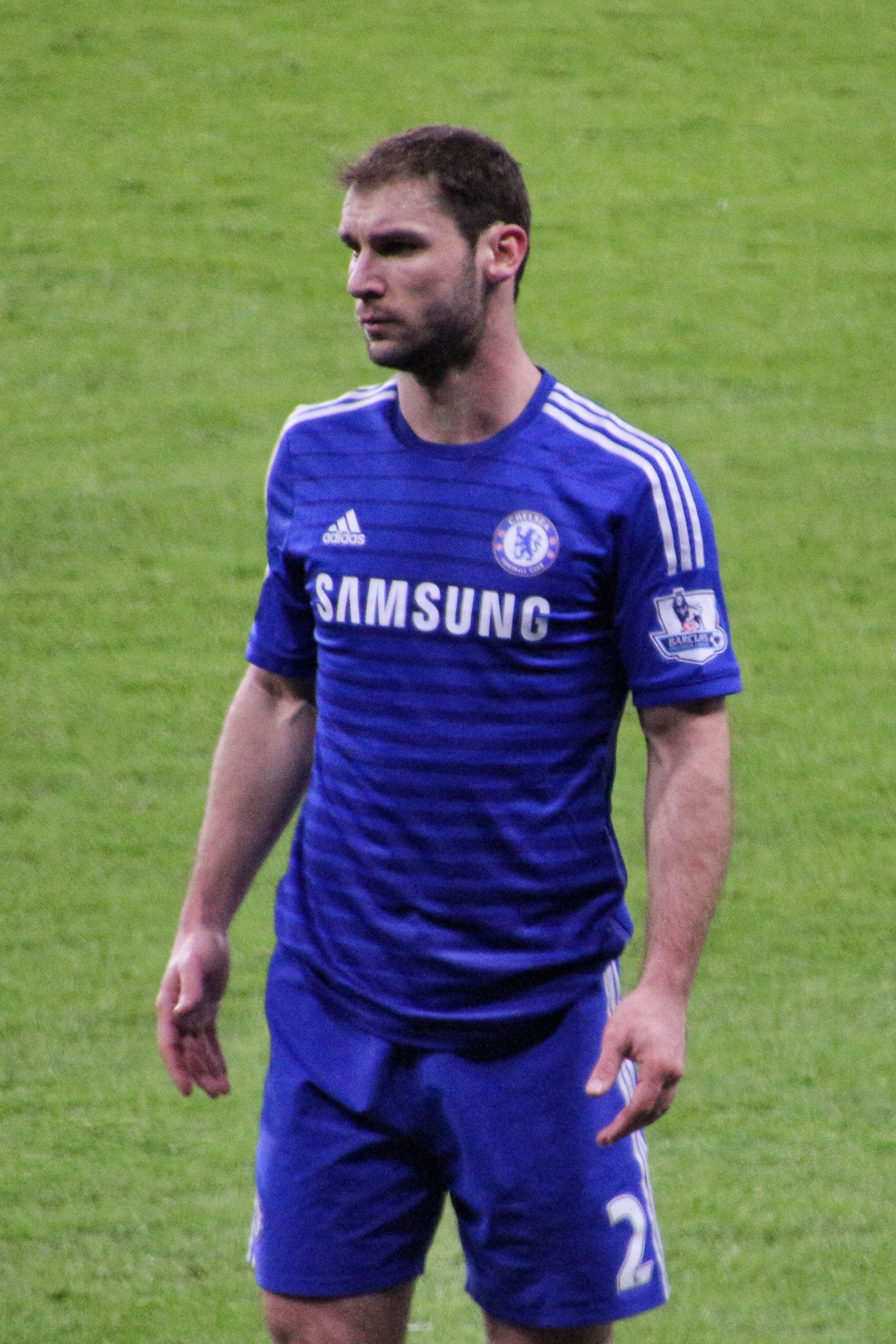
Иванович в матче против «Манчестер Сити», 31 января 2015 года

27 января 2015 года он забил победный гол, головой со штрафного удара Виллиана против «Ливерпуля» в первой половине дополнительного времени в полуфинале второго этапа Кубка лиги, чтобы помочь «Челси» выиграть 2:1 по сумме двух матчей и выйти в финал в седьмой раз. 7 февраля Иванович забил победный гол «Челси» в матче против «Астон Виллы» (2:1) на «Вилла Парк». 17 февраля он забил выездной гол команды в ничьей с «Пари Сен-Жермен» (1:1) в 1/8 финала Лиги чемпионов. Четыре дня спустя он забил первый гол в ничьей с «Бернли» (1:1), свой четвёртый гол в шести матчах. 1 марта он вышел в старте и отыграл все 90 минут в финале Кубка лиги против «Тоттенхэм Хотспур», помог своей команде победить со счётом 2:0 и завоевать первое серебро сезона. 26 апреля Иванович вместе с пятью своими партнёрами по команде «Челси» был включён в команду года Премьер-лиги ПФА, а неделю спустя команда выиграла титул чемпиона.

#### Сезон 2015/16
В начале сезона Иванович был назначен новым вице-капитаном клуба. 2 августа 2015 года серб впервые появился в сезоне в матче против лондонского «Арсенала», проигранном 0:1 в Суперкубке Англии. Иванович забил свой первый гол в сезоне в первой игре после ухода тренера Жозе Моуринью, против «Сандерленда». 22 января 2016 года Иванович подписал новый однолетний контракт с «Челси». 27 февраля он забил победный гол головой на 89-й минуте в победе над «Саутгемптоном» (2:1). 1 марта в матче против «Норвича» Иванович сделал своё 350-е появление за «синих» во всех турнирах, став четвёртым зарубежным игроком, которому это удалось. На протяжении всего сезона, во время травм Джона Терри, Иванович выполнял обязанности капитана команды.

#### Сезон 2016/17
Несмотря на небольшую травму в начале предсезонки, Иванович вернулся во время турне «Челси» по США и продолжал ротацию на протяжении всех игр с молодым правым защитником Олай Айной. Серб продолжил свою роль правого защитника во время открытия сезона в матче против «Вест Хэм Юнайтед» (2:1). Однако перед поражением «Челси» против «Арсенала» (0-3) в сентябре Ивановича заменил Виктор Мозес на обозримое будущее. Это заставило главного тренера Антонио Конте перейти на свою излюбленную расстановку 3-4-3 в победе над «Халл Сити» (2:0). Иванович забил свой последний гол в своем последнем выступлении за «Челси» в домашней победе над «Брентфордом» (4:0) в Кубке Англии, пробив низом сильным ударом мимо вратаря Дэниэла Бентли.

### «Зенит»
1 февраля 2017 года Иванович вернулся в Россию, подписав контракт на 2,5 года с петербургским «Зенитом» на правах свободного агента. Однако только за подписание контракта он получил 2 миллиона евро подъёмных, а зарплата его составила 4,1 миллиона евро в год. Он стал третьим самым высокооплачиваемым футболистом в России. 16 февраля Иванович дебютировал в составе «Зенита» в гостевом поражении от «Андерлехта» со счётом 0:2 в 1/16 финала Лиги Европы. В трёх следующих матчах главный тренер Мирча Луческу выпустил его лишь один раз — на 20 минут против «Амкара» (0:1). Румын объяснял это тем, что Бранислав просто не готов играть на плохих полях после девяти лет идеальных английских газонов. 22 апреля он забил первый гол за клуб в матче 24-го тура чемпионата России против «Урала» (2:0) — мяч Ивановича стал первым голом, забитым на «Крестовском». Всего в сезоне 2016/17 провёл 11 матчей во всех турнирах и забил 1 гол. По итогам сезона, завоевал с «Зенитом» бронзовые медали чемпионата.

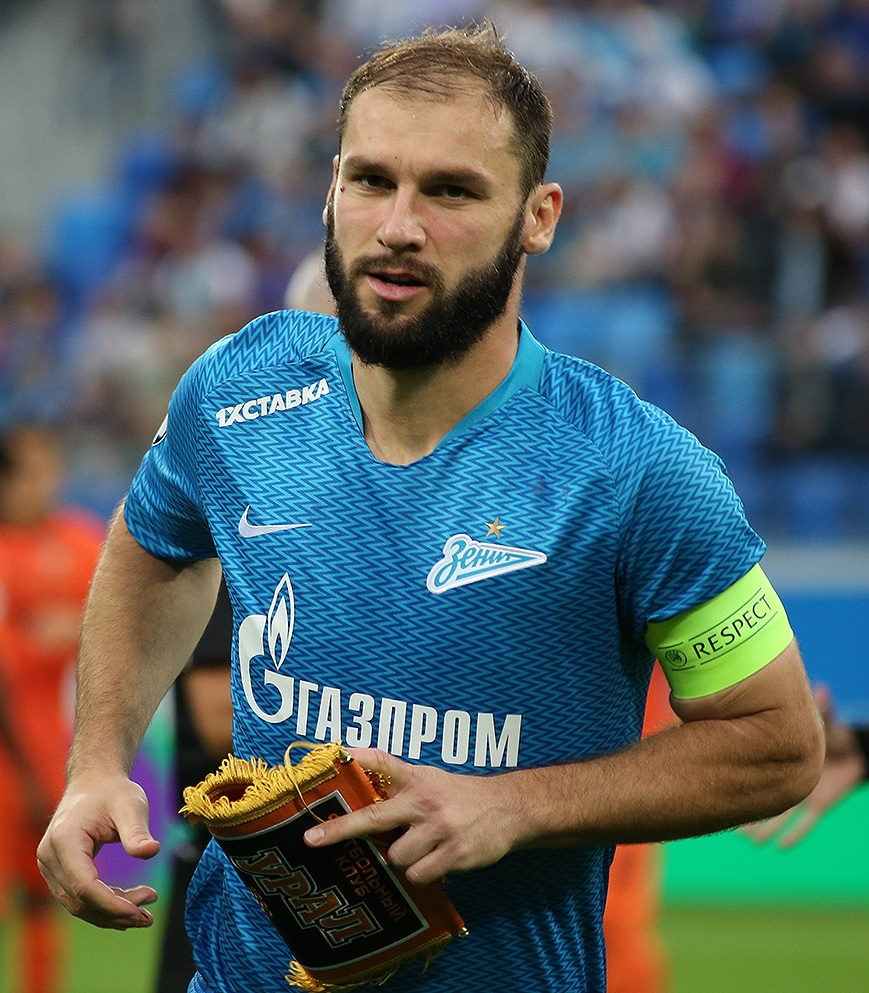
Бранислав Иванович в составе «Зенита», 2018 год

14 сентября 2017 года забил гол в матче 1-го тура группового этапа Лиги Европы против «Вардара» (4:0). По итогам сентября Иванович был признан болельщиками клуба лучшим игроком месяца. 19 ноября 2017 года в матче 17-го тура чемпионата России против «Тосно» (5:0) на 63-й минуте матча Иванович забил третий мяч «Зенита» в этой встрече. 7 декабря в гостевом матче 6-го тура группового турнира против «Реал Сосьедад» (3:1) на 64-й минуте ударом через себя вывел питерскую команду вперёд, также серб был признан лучшим игроком матча. По итогам зрительского голосования он был признан лучшим игроком недели в Лиге Европы. 22 февраля 2018 года открыл счёт и отдал голевую передачу в ответном матче 1/16 финала Лиги Европы с «Селтиком» (3:0). Также он снова попал в символическую сборную недели турнира. 1 апреля 2018 года в матче 24-го тура чемпионата России против «Уфы» (2:1) на 17-й минуте матча забил мяч. В тот день «Зенит» прервал серию ничьих в чемпионате, начавшуюся в весенней части РФПЛ после трёх ничьих подряд. 29 апреля 2018 года в матче чемпионата против ЦСКА получил травму бедра и был заменён уже на 18-й минуте матча. Подводя итоги сезона, представители РФС включили Бранислава в символический список 33 лучших игроков Премьер-Лиги. В сезоне 2017/18 Иванович провёл во всех турнирах за «Зенит» 38 матчей и забил 5 мячей.
«Зенит» начал сезон 2018/19 под руководством нового тренера — Сергея Семака, сменившего Роберто Манчини. Перед началом сезона Семак заявил, что Иванович является вторым капитаном «сине-бело-голубых», выводящий команду на поле с повязкой, когда не играет Александр Анюков. 14 марта 2019 года в матче 1/8 финала Лиги Европы против «Вильярреала» (1:2) забил свой первый гол в сезоне. Ровно через месяц в матче 23-го тура чемпионата России забил гол в игре против «Анжи» (5:0). На 9-й минуте матча Иванович прицельным ударом с левой в нижний угол удвоил преимущество петербуржцев. 4 мая 2019 года после окончания 27-го тура «Зенит» досрочно стал победителем сезона, а защитник впервые в своей карьере стал чемпионом России. По итогам сезона Иванович был включён в ежегодный список 33 лучших игроков чемпионата.
В сезоне 2019/20 стал основным капитаном команды. Для «Зенита» новый сезон начался матчем за Суперкубок России против «Локомотива» (2:3). Иванович провёл на поле весь матч, однако результативными действиями не отметился. 13 сентября 2019 года в матче 9-го чемпионата России против тульского «Арсенала» (3:1) Иванович провёл свой 100-й матч в составе «сине-бело-голубых». 21 сентября 2019 года в матче против казанского «Рубина» (5:0) забил первый мяч своей команды. 6 октября 2019 года Иванович забил в ворота «Урала» (3:1) 10-й мяч за «сине-бело-голубых». 6 декабря 2019 года в матче 19-го тура против московского «Динамо» (3:0) на 35 минуте забил гол, удвоив преимущество своей команды. В конце декабря 2019 года Российская Премьер-лига включила Ивановича в символическую сборную десятилетия. 20 июня 2020 года он забил свой последний гол за «Зенит» в победе над ЦСКА (4:0), а по итогам матча был признан лучшим игроком. Последний матч за «сине-бело-голубых» провёл 25 июля 2020 года в финале Кубка России против клуба «Химки» (1:0).
В составе петербуржцев защитник провёл 125 матчей, в которых забил 12 мячей и отдал 5 голевых передач. Вместе с «Зенитом» Иванович стал двукратным чемпионом России и обладателем Кубка страны.

### «Вест Бромвич Альбион»
15 сентября 2020 года Иванович подписал однолетний контракт с клубом АПЛ «Вест Бромвич Альбион». Иванович 13 раз выходил за клуб в Премьер-лиге, вызывая критику со стороны некоторых болельщиков во время проблемного сезона, в ходе которого клуб был выбит в Чемпионшип. 27 мая 2021 года было объявлено, что защитник покинет клуб после окончания контракта.

## Международная карьера

### Молодёжные сборные
15 декабря 2003 года состоялся дебют Ивановича в сборной до 21 года в матче против сборной Македонии в Охриде, который Сербия и Черногория выиграла со счётом 4:1. Свой первый гол он забил только два дня спустя в матче с тем же соперником, который был разгромлен со счётом 7:0.
Он принял участие в молодёжном чемпионате Европы 2006 года в Португалии, где четыре раза выходил на поле и забил один гол за сборную Сербии и Черногории. В это время Иванович получил капитанскую повязку и продолжал быть капитаном независимой Сербии до финала молодёжного чемпионата Европы 2007 года, где они проиграли хозяевам, Нидерландам.
В общей сложности он принял участие в 38 матчах за сборную до 21 года, забив четыре гола.

### Основная сборная
8 июня 2005 года Иванович впервые надел форму национальной сборной в Торонто, когда Сербия и Черногория играла товарищеский матч против сборной Италии (1:1), выйдя на замену на 77-й минуте вместо своего товарища по клубу Марко Баши. Он не был включён в состав сборной на чемпионат мира 2006 года и больше не играл на международном уровне до распада страны в том же году.
12 сентября 2007 года Иванович забил свой первый гол на международной арене в отборочном матче Евро-2008 против сборной Португалии в Лиссабоне; после подачи Деяном Станковичем штрафного удара он забил гол за две минуты до конца матча, чтобы зафиксировать счёт 1:1.

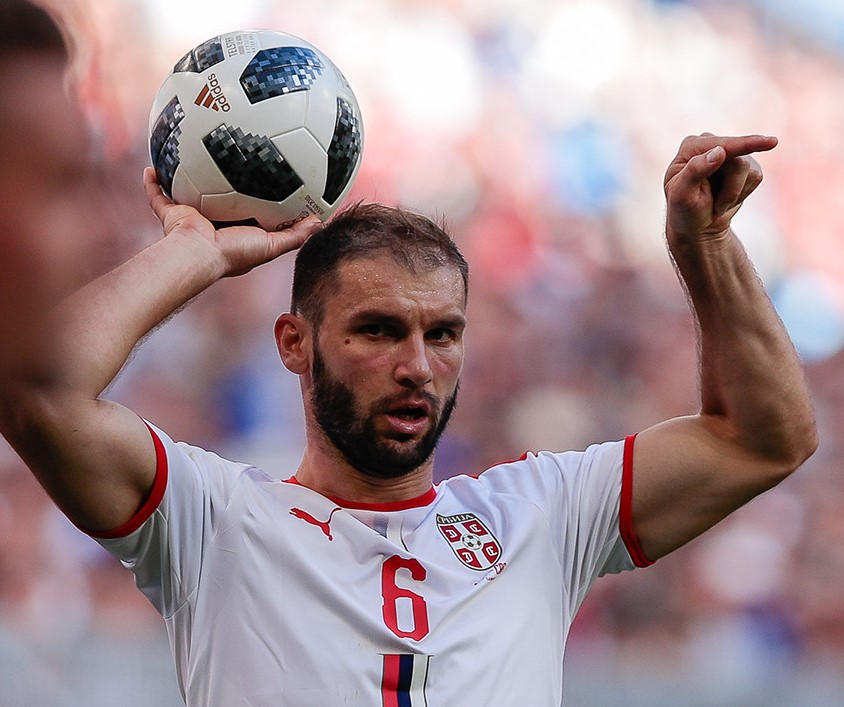
Иванович на чемпионате мира 2018 года в России

Несмотря на то, что в то время он не имел постоянного места в своём клубе «Челси», Иванович продолжал выходить в стартовом составе сборной Сербии в начале квалификации к чемпионату мира 2010 года при новом главном тренере Радомире Античе, забив три гола в девяти матчах, когда они вышли в финальную часть в Южной Африке. Он сыграл каждую минуту в турнире, но сборная не вышла из группы.
28 февраля 2012 года Иванович забил свой первый гол в качестве капитана, победив сборную Армении на Кипре со счётом 2:0. При Синише Михайловиче он играл на позиции центрального защитника во время нескольких товарищеских матчей, а затем вернулся к регулярной игре на позиции правого защитника. 28 декабря 2013 года Иванович был назван лучшим футболистом года в Сербии, став третьим игроком, получившим эту награду дважды (среди других Неманья Видич и Деян Станкович), и первым сербским игроком, получившим её в течение нескольких лет подряд. 7 июня 2015 года Иванович впервые забил дважды на международном уровне, когда Сербия победила сборную Азербайджана со счётом 4:1 в товарищеском матче в Австрии.
В июне 2018 года он был включён в окончательный состав из 23 человек на чемпионат мира 2018 года. Там он принял участие в двух матчах, против сборной Коста-Рики и Швейцарии, и стал игроком с наибольшим количеством выступлений за сборную Сербии за всю её историю, сыграв 105 матчей.

## Стиль игры
Можно ли назвать приобретение Ивановича одним из лучших в истории клуба? Думаю, да. Он пришёл к нам как раз, когда я ушёл [после моего первого пребывания в должности], и сделал потрясающую карьеру в «Челси». Он настоящий хищник с большим сердцем.
Высокий, смелый и физически сильный игрок, Иванович хорошо известен своим умением играть в воздухе, что в сочетании с его огромной силой позволило ему забить множество решающих голов за свою карьеру. В период с 2008 по август 2014 года серб принял непосредственное участие в 60 голах в составе «Челси» (31 гол и 29 результативных передач). Нехарактерно для защитника, он обладает искусной завершающей способностью, и бывший главный тренер «Челси» Жозе Моуринью часто использовал его в качестве нападающего, когда команда отчаянно нуждалась в голе. Его неумолимый стиль защиты привёл к тому, что его стали бояться в Премьер-лиге, а нападающий «Манчестер Сити» Рахим Стерлинг заявил: «Самый непроходимый для меня был Бранислав Иванович. Этот парень настоящий танк. Он сумасшедший. Ещё он отличный спортсмен. Я ещё никогда не играл против такого крепкого парня».
Начиная с сезона 2014/15, Иванович также стал действовать выше на поле с привычной позиции правого защитника, став эффективной атакующей угрозой при кроссах и навесах с его атакующим позиционированием и забеганиями по флангу или в штрафную. Он заявил, что это изменение в технике также позволяет ему «прижимать» вингеров соперника к их собственной половине поля, выводя их из позиции и переключая их внимание на защиту, а не на атаку. Универсальный защитник, он способен играть на любом месте линии защиты, и часто использовался как центральный защитник в дополнение к своей обычной роли правого защитника. Он также известен своими способностями к отбору и общей стабильности как игрок. Несмотря на свои способности, он также известен отсутствием значительного темпа или технических способностей, в то время как он часто предпочитает делать более простые передачи партнёрам по команде, хотя он также способен соединяться с партнерами по команде и подниматься по флангу для передачи мяча в штрафную площадь партнёрам по команде с правого фланга . Более того, он также известен своими лидерскими качествами, будучи капитаном своей сборной, а бывший партнёр по команде Джон Терри назвал его «легендой» после его ухода из клуба, а также «невероятным защитником, который играл в команде на протяжении многих лет, сильным характером и важным человеком в раздевалке». Его бывший тренер Моуринью вместо этого назвал его «фантастическим персонажем».

## Статистика выступлений

### Клубная статистика
| Выступление          | Выступление      | Выступление      | Лига | Лига | Кубок страны | Кубок страны | Кубок лиги | Кубок лиги | Еврокубки | Еврокубки | Прочие | Прочие | Итого | Итого |
| Клуб                 | Лига             | Сезон            | Игры | Голы | Игры         | Голы         | Игры       | Голы       | Игры      | Голы      | Игры   | Голы   | Игры  | Голы  |
| -------------------- | ---------------- | ---------------- | ---- | ---- | ------------ | ------------ | ---------- | ---------- | --------- | --------- | ------ | ------ | ----- | ----- |
| ОФК                  | Первая лига      | 2003/04          | 13   | 0    | 0            | 0            | —          | —          | 0         | 0         | —      | —      | 13    | 0     |
| ОФК                  | Первая лига      | 2004/05          | 27   | 2    | 0            | 0            | —          | —          | 0         | 0         | —      | —      | 27    | 2     |
| ОФК                  | Первая лига      | 2005/06          | 15   | 3    | 0            | 0            | —          | —          | 2         | 1         | —      | —      | 17    | 4     |
| ОФК                  | Итого            | Итого            | 55   | 5    | 0            | 0            | 0          | 0          | 2         | 1         | 0      | 0      | 57    | 6     |
| Локомотив            | Премьер-лига     | 2006             | 28   | 2    | 2            | 0            | —          | —          | 2         | 1         | —      | —      | 32    | 3     |
| Локомотив            | Премьер-лига     | 2007             | 26   | 3    | 7            | 0            | —          | —          | 6         | 1         | —      | —      | 39    | 4     |
| Локомотив            | Итого            | Итого            | 54   | 5    | 9            | 0            | 0          | 0          | 8         | 2         | 0      | 0      | 71    | 7     |
| Челси                | Премьер-лига     | 2007/08          | 0    | 0    | 0            | 0            | 0          | 0          | 0         | 0         | 0      | 0      | 0     | 0     |
| Челси                | Премьер-лига     | 2008/09          | 16   | 0    | 4            | 0            | 2          | 0          | 4         | 2         | —      | —      | 26    | 2     |
| Челси                | Премьер-лига     | 2009/10          | 28   | 1    | 3            | 0            | 3          | 0          | 6         | 0         | 1      | 0      | 41    | 1     |
| Челси                | Премьер-лига     | 2010/11          | 34   | 4    | 3            | 0            | 0          | 0          | 10        | 2         | 1      | 0      | 48    | 6     |
| Челси                | Премьер-лига     | 2011/12          | 29   | 3    | 5            | 0            | 1          | 0          | 10        | 2         | —      | —      | 45    | 5     |
| Челси                | Премьер-лига     | 2012/13          | 34   | 5    | 6            | 1            | 3          | 1          | 12        | 1         | 4      | 0      | 59    | 8     |
| Челси                | Премьер-лига     | 2013/14          | 36   | 3    | 2            | 0            | 0          | 0          | 11        | 0         | 1      | 0      | 50    | 3     |
| Челси                | Премьер-лига     | 2014/15          | 38   | 4    | 0            | 0            | 4          | 1          | 7         | 1         | —      | —      | 49    | 6     |
| Челси                | Премьер-лига     | 2015/16          | 32   | 2    | 4            | 0            | 1          | 0          | 4         | 0         | 1      | 0      | 42    | 2     |
| Челси                | Премьер-лига     | 2016/17          | 13   | 0    | 2            | 1            | 1          | 0          | —         | —         | —      | —      | 16    | 1     |
| Челси                | Итого            | Итого            | 260  | 22   | 29           | 2            | 15         | 2          | 64        | 8         | 8      | 0      | 376   | 34    |
| Зенит                | Премьер-лига     | 2016/17          | 10   | 1    | 0            | 0            | —          | —          | 1         | 0         | 0      | 0      | 11    | 1     |
| Зенит                | Премьер-лига     | 2017/18          | 27   | 2    | 0            | 0            | —          | —          | 11        | 3         | —      | —      | 38    | 5     |
| Зенит                | Премьер-лига     | 2018/19          | 28   | 1    | 1            | 0            | —          | —          | 12        | 1         | —      | —      | 41    | 2     |
| Зенит                | Премьер-лига     | 2019/20          | 25   | 4    | 3            | 0            | —          | —          | 6         | 0         | 1      | 0      | 35    | 4     |
| Зенит                | Итого            | Итого            | 90   | 8    | 4            | 0            | 0          | 0          | 30        | 4         | 1      | 0      | 125   | 12    |
| Вест Бромвич Альбион | Премьер-лига     | 2020/21          | 11   | 0    | 0            | 0            | 1          | 0          | 0         | 0         | 0      | 0      | 12    | 0     |
| Вест Бромвич Альбион | Итого            | Итого            | 11   | 0    | 0            | 0            | 1          | 0          | 0         | 0         | 0      | 0      | 12    | 0     |
| Всего за карьеру     | Всего за карьеру | Всего за карьеру | 470  | 40   | 42           | 2            | 16         | 2          | 104       | 15        | 9      | 0      | 641   | 59    |

### Статистика в сборной
| Сборная          | Сезон            | Товарищеские | Товарищеские | Турниры | Турниры | Всего | Всего |
| Сборная          | Сезон            | Игры         | Голы         | Игры    | Голы    | Игры  | Голы  |
| ---------------- | ---------------- | ------------ | ------------ | ------- | ------- | ----- | ----- |
| Сербия           | 2005             | 1            | 0            | 0       | 0       | 1     | 0     |
| Сербия           | 2006             | 2            | 0            | 0       | 0       | 2     | 0     |
| Сербия           | 2007             | 0            | 0            | 6       | 1       | 6     | 1     |
| Сербия           | 2008             | 5            | 0            | 3       | 2       | 8     | 2     |
| Сербия           | 2009             | 5            | 0            | 6       | 1       | 11    | 1     |
| Сербия           | 2010             | 5            | 0            | 5       | 0       | 10    | 0     |
| Сербия           | 2011             | 3            | 0            | 6       | 1       | 9     | 1     |
| Сербия           | 2012             | 6            | 1            | 4       | 1       | 10    | 2     |
| Сербия           | 2013             | 4            | 0            | 6       | 0       | 10    | 0     |
| Сербия           | 2014             | 6            | 1            | 3       | 0       | 9     | 1     |
| Сербия           | 2015             | 3            | 2            | 4       | 0       | 7     | 2     |
| Сербия           | 2016             | 5            | 1            | 4       | 1       | 9     | 2     |
| Сербия           | 2017             | 2            | 0            | 6       | 0       | 8     | 0     |
| Сербия           | 2018             | 3            | 1            | 2       | 0       | 5     | 1     |
| Всего за карьеру | Всего за карьеру | 50           | 6            | 55      | 7       | 105   | 13    |

### Матчи и голы за сборную
| Матчи и голы Бранислава Ивановича за сборную Сербии | Матчи и голы Бранислава Ивановича за сборную Сербии | Матчи и голы Бранислава Ивановича за сборную Сербии | Матчи и голы Бранислава Ивановича за сборную Сербии | Матчи и голы Бранислава Ивановича за сборную Сербии | Матчи и голы Бранислава Ивановича за сборную Сербии |
| №                                                   | Дата                                                | Оппонент                                            | Счёт                                                | Голы Ивановича                                      | Соревнование                                        |
| --------------------------------------------------- | --------------------------------------------------- | --------------------------------------------------- | --------------------------------------------------- | --------------------------------------------------- | --------------------------------------------------- |
| 1                                                   | 8 июня 2005                                         | Италия                                              | 1:1                                                 | —                                                   | Товарищеский матч                                   |
| 2                                                   | 16 августа 2006                                     | Чехия                                               | 3:1                                                 | —                                                   | Товарищеский матч                                   |
| 3                                                   | 15 ноября 2006                                      | Норвегия                                            | 1:1                                                 | —                                                   | Товарищеский матч                                   |
| 4                                                   | 8 сентября 2007                                     | Финляндия                                           | 0:0                                                 | —                                                   | Отборочные матчи ЧЕ-2008                            |
| 5                                                   | 12 сентября 2007                                    | Португалия                                          | 1:1                                                 | 1                                                   | Отборочные матчи ЧЕ-2008                            |
| 6                                                   | 13 октября 2007                                     | Армения                                             | 0:0                                                 | —                                                   | Отборочные матчи ЧЕ-2008                            |
| 7                                                   | 17 октября 2007                                     | Азербайджан                                         | 6:1                                                 | —                                                   | Отборочные матчи ЧЕ-2008                            |
| 8                                                   | 21 ноября 2007                                      | Польша                                              | 2:2                                                 | —                                                   | Отборочные матчи ЧЕ-2008                            |
| 9                                                   | 24 ноября 2007                                      | Казахстан                                           | 1:0                                                 | —                                                   | Отборочные матчи ЧЕ-2008                            |
| 10                                                  | 26 марта 2008                                       | Украина                                             | 0:2                                                 | —                                                   | Товарищеский матч                                   |
| 11                                                  | 24 мая 2008                                         | Ирландия                                            | 1:1                                                 | —                                                   | Товарищеский матч                                   |
| 12                                                  | 28 мая 2008                                         | Россия                                              | 1:2                                                 | —                                                   | Товарищеский матч                                   |
| 13                                                  | 31 мая 2008                                         | Германия                                            | 1:2                                                 | —                                                   | Товарищеский матч                                   |
| 14                                                  | 10 сентября 2008                                    | Франция                                             | 1:2                                                 | 1                                                   | Отборочные матчи ЧМ-2010                            |
| 15                                                  | 11 октября 2008                                     | Литва                                               | 3:0                                                 | 1                                                   | Отборочные матчи ЧМ-2010                            |
| 16                                                  | 15 октября 2008                                     | Австрия                                             | 3:1                                                 | —                                                   | Отборочные матчи ЧМ-2010                            |
| 17                                                  | 19 ноября 2008                                      | Болгария                                            | 6:1                                                 | —                                                   | Товарищеский матч                                   |
| 18                                                  | 10 февраля 2009                                     | Кипр                                                | 2:0                                                 | -                                                   | Товарищеский матч                                   |
| 19                                                  | 11 февраля 2009                                     | Украина                                             | 0:1                                                 | —                                                   | Товарищеский матч                                   |
| 20                                                  | 28 марта 2009                                       | Румыния                                             | 3:2                                                 | 1                                                   | Отборочные матчи ЧМ-2010                            |
| 21                                                  | 1 апреля 2009                                       | Швеция                                              | 2:0                                                 | —                                                   | Товарищеский матч                                   |
| 22                                                  | 6 июня 2009                                         | Австрия                                             | 1:0                                                 | —                                                   | Отборочные матчи ЧМ-2010                            |
| 23                                                  | 10 июня 2009                                        | Фарерские острова                                   | 2:0                                                 | —                                                   | Отборочные матчи ЧМ-2010                            |
| 24                                                  | 12 августа 2009                                     | ЮАР                                                 | 3:1                                                 | —                                                   | Товарищеский матч                                   |
| 25                                                  | 9 сентября 2009                                     | Франция                                             | 1:1                                                 | —                                                   | Отборочные матчи ЧМ-2010                            |
| 26                                                  | 10 октября 2009                                     | Румыния                                             | 5:0                                                 | —                                                   | Отборочные матчи ЧМ-2010                            |
| 27                                                  | 14 октября 2009                                     | Литва                                               | 1:2                                                 | —                                                   | Отборочные матчи ЧМ-2010                            |
| 28                                                  | 18 ноября 2009                                      | Республика Корея                                    | 1:0                                                 | —                                                   | Товарищеский матч                                   |
| 29                                                  | 3 марта 2010                                        | Алжир                                               | 3:0                                                 | —                                                   | Товарищеский матч                                   |
| 30                                                  | 2 июня 2010                                         | Польша                                              | 0:0                                                 | —                                                   | Товарищеский матч                                   |
| 31                                                  | 5 июня 2010                                         | Камерун                                             | 4:3                                                 | —                                                   | Товарищеский матч                                   |
| 32                                                  | 13 июня 2010                                        | Гана                                                | 0:1                                                 | —                                                   | Финальные матчи ЧМ-2010                             |
| 33                                                  | 18 июня 2010                                        | Германия                                            | 1:0                                                 | —                                                   | Финальные матчи ЧМ-2010                             |
| 34                                                  | 23 июня 2010                                        | Австралия                                           | 1:2                                                 | —                                                   | Финальные матчи ЧМ-2010                             |
| 35                                                  | 11 августа 2010                                     | Греция                                              | 0:1                                                 | —                                                   | Товарищеский матч                                   |
| 36                                                  | 8 октября 2010                                      | Эстония                                             | 1:3                                                 | —                                                   | Отборочные матчи ЧЕ-2012                            |
| 37                                                  | 12 октября 2010                                     | Италия                                              | 0:3                                                 | —                                                   | Отборочные матчи ЧЕ-2012                            |
| 38                                                  | 17 ноября 2010                                      | Болгария                                            | 1:0                                                 | —                                                   | Товарищеский матч                                   |
| 39                                                  | 9 февраля 2011                                      | Израиль                                             | 2:0                                                 | —                                                   | Товарищеский матч                                   |
| 40                                                  | 25 марта 2011                                       | Северная Ирландия                                   | 2:1                                                 | —                                                   | Отборочные матчи ЧЕ-2012                            |
| 41                                                  | 29 марта 2011                                       | Эстония                                             | 1:1                                                 | —                                                   | Отборочные матчи ЧЕ-2012                            |
| 42                                                  | 2 сентября 2011                                     | Северная Ирландия                                   | 1:0                                                 | —                                                   | Отборочные матчи ЧЕ-2012                            |
| 43                                                  | 6 сентября 2011                                     | Фарерские острова                                   | 3:1                                                 | —                                                   | Отборочные матчи ЧЕ-2012                            |
| 44                                                  | 7 октября 2011                                      | Италия                                              | 1:1                                                 | 1                                                   | Отборочные матчи ЧЕ-2012                            |
| 45                                                  | 11 октября 2011                                     | Словения                                            | 0:1                                                 | —                                                   | Отборочные матчи ЧЕ-2012                            |
| 46                                                  | 11 ноября 2011                                      | Мексика                                             | 0:2                                                 | —                                                   | Товарищеский матч                                   |
| 47                                                  | 14 ноября 2011                                      | Гондурас                                            | 0:2                                                 | —                                                   | Товарищеский матч                                   |
| 48                                                  | 28 февраля 2012                                     | Армения                                             | 2:0                                                 | 1                                                   | Товарищеский матч                                   |
| 49                                                  | 29 февраля 2012                                     | Кипр                                                | 0:0                                                 | —                                                   | Товарищеский матч                                   |
| 50                                                  | 26 мая 2012                                         | Испания                                             | 0:2                                                 | —                                                   | Товарищеский матч                                   |
| 51                                                  | 31 мая 2012                                         | Франция                                             | 0:2                                                 | —                                                   | Товарищеский матч                                   |
| 52                                                  | 15 августа 2012                                     | Ирландия                                            | 0:0                                                 | —                                                   | Товарищеский матч                                   |
| 53                                                  | 8 сентября 2012                                     | Шотландия                                           | 0:0                                                 | —                                                   | Отборочные матчи ЧМ-2014                            |
| 54                                                  | 11 сентября 2012                                    | Уэльс                                               | 6:1                                                 | 1                                                   | Отборочные матчи ЧМ-2014                            |
| 55                                                  | 12 октября 2012                                     | Бельгия                                             | 0:3                                                 | —                                                   | Отборочные матчи ЧМ-2014                            |
| 56                                                  | 16 октября 2012                                     | Македония                                           | 0:1                                                 | —                                                   | Отборочные матчи ЧМ-2014                            |
| 57                                                  | 14 ноября 2012                                      | Чили                                                | 3:1                                                 | —                                                   | Товарищеский матч                                   |
| 58                                                  | 6 февраля 2013                                      | Кипр                                                | 3:1                                                 | —                                                   | Товарищеский матч                                   |
| 59                                                  | 22 марта 2013                                       | Хорватия                                            | 0:2                                                 | —                                                   | Отборочные матчи ЧМ-2014                            |
| 60                                                  | 26 марта 2013                                       | Шотландия                                           | 2:0                                                 | —                                                   | Отборочные матчи ЧМ-2014                            |
| 61                                                  | 7 июня 2013                                         | Бельгия                                             | 1:2                                                 | —                                                   | Отборочные матчи ЧМ-2014                            |
| 62                                                  | 14 августа 2013                                     | Колумбия                                            | 0:1                                                 | —                                                   | Товарищеский матч                                   |
| 63                                                  | 6 сентября 2013                                     | Хорватия                                            | 1:1                                                 | —                                                   | Отборочные матчи ЧМ-2014                            |
| 64                                                  | 10 сентября 2013                                    | Уэльс                                               | 3:0                                                 | —                                                   | Отборочные матчи ЧМ-2014                            |
| 65                                                  | 11 октября 2013                                     | Япония                                              | 2:0                                                 | —                                                   | Товарищеский матч                                   |
| 66                                                  | 15 октября 2013                                     | Македония                                           | 5:1                                                 | —                                                   | Отборочные матчи ЧМ-2014                            |
| 67                                                  | 16 ноября 2013                                      | Россия                                              | 1:1                                                 | —                                                   | Товарищеский матч                                   |
| 68                                                  | 5 марта 2014                                        | Ирландия                                            | 2:1                                                 | —                                                   | Товарищеский матч                                   |
| 69                                                  | 26 мая 2014                                         | Ямайка                                              | 2:1                                                 | —                                                   | Товарищеский матч                                   |
| 70                                                  | 31 мая 2014                                         | Панама                                              | 1:1                                                 | 1                                                   | Товарищеский матч                                   |
| 71                                                  | 6 июня 2014                                         | Бразилия                                            | 0:1                                                 | —                                                   | Товарищеский матч                                   |
| 72                                                  | 7 сентября 2014                                     | Франция                                             | 1:1                                                 | —                                                   | Товарищеский матч                                   |
| 73                                                  | 11 октября 2014                                     | Армения                                             | 1:1                                                 | —                                                   | Отборочные матчи ЧЕ-2016                            |
| 74                                                  | 14 октября 2014                                     | Албания                                             | 0:3                                                 | —                                                   | Отборочные матчи ЧЕ-2016                            |
| 75                                                  | 14 ноября 2014                                      | Дания                                               | 1:3                                                 | —                                                   | Отборочные матчи ЧЕ-2016                            |
| 76                                                  | 18 ноября 2014                                      | Греция                                              | 2:0                                                 | —                                                   | Товарищеский матч                                   |
| 77                                                  | 29 апреля 2015                                      | Португалия                                          | 1:2                                                 | —                                                   | Отборочные матчи ЧЕ-2016                            |
| 78                                                  | 7 июня 2015                                         | Азербайджан                                         | 4:1                                                 | 2                                                   | Товарищеский матч                                   |
| 79                                                  | 13 июня 2015                                        | Дания                                               | 0:2                                                 | —                                                   | Отборочные матчи ЧЕ-2016                            |
| 80                                                  | 4 сентября 2015                                     | Армения                                             | 2:0                                                 | —                                                   | Отборочные матчи ЧЕ-2016                            |
| 81                                                  | 7 сентября 2015                                     | Франция                                             | 1:2                                                 | —                                                   | Товарищеский матч                                   |
| 82                                                  | 8 октября 2015                                      | Албания                                             | 2:0                                                 | —                                                   | Отборочные матчи ЧЕ-2016                            |
| 83                                                  | 13 октября 2015                                     | Чехия                                               | 1:4                                                 | —                                                   | Товарищеский матч                                   |
| 84                                                  | 23 марта 2016                                       | Польша                                              | 0:1                                                 | —                                                   | Товарищеский матч                                   |
| 85                                                  | 29 марта 2016                                       | Эстония                                             | 1:0                                                 | —                                                   | Товарищеский матч                                   |
| 86                                                  | 31 мая 2016                                         | Израиль                                             | 3:1                                                 | 1                                                   | Товарищеский матч                                   |
| 87                                                  | 5 июня 2016                                         | Россия                                              | 1:1                                                 | —                                                   | Товарищеский матч                                   |
| 88                                                  | 5 сентября 2016                                     | Ирландия                                            | 2:2                                                 | —                                                   | Отборочные матчи ЧМ-2018                            |
| 89                                                  | 6 октября 2016                                      | Молдова                                             | 3:0                                                 | 1                                                   | Отборочные матчи ЧМ-2018                            |
| 90                                                  | 9 октября 2016                                      | Австрия                                             | 3:2                                                 | —                                                   | Отборочные матчи ЧМ-2018                            |
| 91                                                  | 12 ноября 2016                                      | Уэльс                                               | 1:1                                                 | —                                                   | Отборочные матчи ЧМ-2018                            |
| 92                                                  | 15 ноября 2016                                      | Украина                                             | 0:2                                                 | —                                                   | Товарищеский матч                                   |
| 93                                                  | 24 марта 2017                                       | Грузия                                              | 3:1                                                 | —                                                   | Отборочные матчи ЧМ-2018                            |
| 94                                                  | 11 июня 2017                                        | Уэльс                                               | 1:1                                                 | —                                                   | Отборочные матчи ЧМ-2018                            |
| 95                                                  | 2 сентября 2017                                     | Молдова                                             | 3:0                                                 | —                                                   | Отборочные матчи ЧМ-2018                            |
| 96                                                  | 5 сентября 2017                                     | Ирландия                                            | 1:0                                                 | —                                                   | Отборочные матчи ЧМ-2018                            |
| 97                                                  | 6 октября 2017                                      | Австрия                                             | 2:3                                                 | —                                                   | Отборочные матчи ЧМ-2018                            |
| 98                                                  | 9 октября 2017                                      | Грузия                                              | 1:0                                                 | —                                                   | Отборочные матчи ЧМ-2018                            |
| 99                                                  | 10 ноября 2017                                      | Китай                                               | 2:0                                                 | —                                                   | Товарищеский матч                                   |
| 100                                                 | 14 ноября 2017                                      | Республика Корея                                    | 1:1                                                 | —                                                   | Товарищеский матч                                   |
| 101                                                 | 23 марта 2018                                       | Марокко                                             | 1:2                                                 | —                                                   | Товарищеский матч                                   |
| 101                                                 | 28 марта 2018                                       | Нигерия                                             | 2:0                                                 | —                                                   | Товарищеский матч                                   |
| 102                                                 | 9 июня 2018                                         | Боливия                                             | 5:1                                                 | 1                                                   | Товарищеский матч                                   |
| 103                                                 | 17 июня 2018                                        | Коста-Рика                                          | 1:0                                                 | —                                                   | Финальная часть ЧМ-2018 (группа Е)                  |
| 104                                                 | 22 июня 2018                                        | Швейцария                                           | 1:2                                                 | —                                                   | Финальная часть ЧМ-2018 (группа Е)                  |
| 105                                                 | 27 июня 2018                                        | Бразилия                                            | 0:2                                                 | —                                                   | Финальная часть ЧМ-2018 (группа Е)                  |

Итого: 105 матчей / 13 голов; 48 побед, 24 ничьих, 33 поражения.

## Достижения

### Командные
«Локомотив»
- Обладатель Кубка России: 2006/07

«Челси»
- Чемпион Англии (3): 2009/10, 2014/15, 2016/17
- Обладатель Кубка Англии (3): 2008/09, 2009/10, 2011/12
- Обладатель Кубка Футбольной лиги: 2014/15
- Обладатель Суперкубка Англии: 2009
- Победитель Лиги чемпионов УЕФА: 2011/12
- Победитель Лиги Европы УЕФА: 2012/13

«Зенит»
- Чемпион России (2): 2018/19, 2019/20
- Обладатель Кубка России: 2019/20

### Личные
- В списках 33 лучших футболистов чемпионата России (4): № 1 (2007, 2018/19, 2019/20), № 3 (2017/18)
- Команда года по версии ПФА (2): 2010, 2015
- Футболист года в Сербии (2): 2012, 2013
- Входит в символическую сборную года по версии European Sports Media: 2014/15

## Личная жизнь
Прозвище Ивановича — «Бано» (серб. кир. Бане), распространённое прозвище для имени «Бранислав». Женат на Наташе Иванович, соседке из Сремской-Митровицы, с которой у него четверо детей. Он является членом Сербской православной церкви Святого Саввы в Лондоне. Дядя Ивановича по материнской линии — покойный футболист Джордже Милованович, бывший игрок белградской «Црвены звезды»; двоюродный брат по материнской линии — Деян Милованович, также профессиональный футболист, с которым он играл в юношеских национальных сборных.
Он дружит с великим теннисистом Новаком Джоковичем, а также знаком с сербской теннисисткой Еленой Янкович и бывшей первой ракеткой мира Аной Иванович.